# Michael Joseph Moloney
Michael Joseph Moloney CSSp CBE (* 12. Mai 1912 in Bodyke, County Clare; † 31. Dezember 1991 in Kimmage) war ein irischer römisch-katholischer Geistlicher und Bischof von Banjul in Gambia.

## Leben

### Herkunft und Ausbildung
Michael Joseph Moloney wurde am 12. Mai 1912 in Bodyke, Grafschaft Clare, Irland, als Sohn einer Bauernfamilie mit drei Brüdern und drei Schwestern geboren und besuchte das Blackrock College (im Williamstown Castle) der Spiritaner, wo sein Onkel als Lehrer tätig war. Er war in den Jahren 1928 und 1929 Kapitän der Senioren-Rugbymannschaft bei den Pokalsiegen der Leinster-Schulen. Nach Blackrock ging er an das Holy Ghost Missionary College auf Kimmage Manor und studierte Philosophie und Theologie.

### Arbeit in Gambia
Er empfing am 20. Juni 1937 die Priesterweihe und ging 1938 nach Gambia in Afrika. Zu dieser Zeit war die britische Kolonie „ein missionarischer Rückstau“. Die Bevölkerung des Landes war überwiegend muslimisch. Die anglikanische Diözese Gambia und den Rio Pongas war bereits 1937 gegründet worden, doch die Organisation der Römisch-katholischen Kirche in Gambia befand sich als Apostolische Präfektur Bathurst noch im Aufbau. Zunächst wirkte er in Basse Santa Su, unter Pater Meehan, der 1905 nach Gambia gekommen war. Moloney reiste mit dem Fahrrad oder zu Fuß in die Dörfer der Gegend und gründete kleine katechetische Schulen. In Basse gründete er eine Missionsschule mit einem Garten für gärtnerische Experimente und Obstbäume im Zentrum der Stadt. Einige der 31 Schüler waren Christen. 1942 gründete er eine Kapelle und betrieb eine Schule im Dorf Mansajang Kunda. Er schuf Lesungen aus dem Neuen Testament, eine kurze Bibelgeschichte und einen Katechismus in der Sprache Fula und versuchte, Menschen zu bekehren, die nicht Muslime waren. Er hatte aus verschiedenen Gründen Schwierigkeiten, Menschen zum Katholizismus zu bekehren. Bis 1943 hatte er auch eine Schule in Fula Bantang gegründet. Im Jahr 1948 ließ er mit der Unterstützung von Pater Corrigan ein Missionshaus in Mansajang Kunda bauen. Ende 1951 wurde er zum Apostolischen Präfekten ernannt. Michael Joseph Moloney bezog die Pfarrhaus der Pfarrkirche in der Hauptstadt Bathurst.

### Bischof von Bathurst/Banjul
1957 gründete der Papst die Diözese Bathurst in Gambia und ernannte Moloney am 24. Dezember 1957 zu ihrem ersten Bischof. Am Sonntag, dem 4. Mai 1958 spendete ihm in Kimmage Manor der Apostolische Nuntius in Irland, Erzbischof Albert Levame, in Anwesenheit des Erzbischofs von Dublin John Charles McQuaid und des irischen Präsidenten Éamon de Valera die Bischofsweihe; Mitkonsekratoren waren Joseph Rodgers, Bischof von Killaloe, und Bischof Patrick Joseph Dunne. Ebenfalls anwesend waren seine Mutter, sechs Geschwister und einige Personen, die aus Gambia angereist waren.
1973 Bathurst wurde in Banjul umbenannt, und am 9. Mai 1974 wurde er Bischof von Banjul. Von 1975 bis 1977 war er Präsident der Interterritorialen Katholischen Bischofskonferenz von Gambia und Sierra Leone (ITCABIC; engl. Inter-territorial Catholic Bishops' Conference of The Gambia and Sierra Leone).

### Emeritierung
Er ging krankheitsbedingt am 14. November 1980 in den Ruhestand und zog sich 1981 in das Haus der Spiritaner, das Kimmage-Gut, zurück. Moloney starb am 31. Dezember 1991.

## Auszeichnungen und Ehrungen
- 1951: Commander of the Order of the British Empire (CBE).[1]
- In Basse Santa Su ist die Bishop Moloney Avenue nach ihm benannt.[1]